# Kocaeli (province)
Pour les articles homonymes, voir Kocaeli.
Kocaeli est une province du nord de la Turquie, située au bord de la mer Noire. Son chef-lieu se nomme également Kocaeli, mais est également connu sous le nom d’İzmit.
Le PIB/habitant du département de Kocaeli était en 2001 de 6 165 $US/hab, en faisant le chiffre le plus élevé de Turquie (près de 3 fois la moyenne nationale, et 2 fois le PIB/hab du département d'Istanbul: 3 063 $US/hab). La richesse de ce département s'explique par les nombreuses industries qui y sont installées (industrie lourde, raffinerie, chimie...) grâce à une situation idéale au fond du golfe d'Izmit et à la proximité d'Istanbul. Malgré tout ce département est soumis à un risque sismique très élevé, le golfe d'Izmit marquant la transition entre la faille nord-anatolienne, qui traverse toute la Turquie septentrionale d'Est en Ouest sur plus de 1 200 km, et la Mer de Marmara.

## Population
| 2000      | 2001      | 2002      | 2003      | 2004      | 2005      | 2006      | 2007      | 2008      |
| --------- | --------- | --------- | --------- | --------- | --------- | --------- | --------- | --------- |
| 1 192 053 | 1 226 460 | 1 259 932 | 1 293 594 | 1 328 481 | 1 364 317 | 1 401 013 | 1 437 926 | 1 490 358 |

| 2009      | 2010      | 2011      | 2012      | 2013      | 2014      | 2015      | 2016      | 2017      |
| --------- | --------- | --------- | --------- | --------- | --------- | --------- | --------- | --------- |
| 1 522 408 | 1 560 138 | 1 601 720 | 1 634 691 | 1 676 202 | 1 722 795 | 1 780 055 | 1 830 772 | 1 883 270 |

| 2018      | 2019      | 2020      | 2021      | 2022      | 2023      | - | - | - |
| --------- | --------- | --------- | --------- | --------- | --------- | - | - | - |
| 1 906 391 | 1 953 035 | 1 997 258 | 2 033 441 | 2 079 072 | 2 102 907 | - | - | - |